# Børglum Kollegiet
Børglum Kollegiet er et kollegium i det nordlige Aarhus. Det består af 7 blokke, som hver har 4 etager med 14 værelser, altan og fælleskøkkener, og der er derudover nogle få andre typer værelser. Dertil kommer det nærliggende kollegium, Lille Børglum.
Kollegiet er opført i 1963-1967 og er fortrinsvis bygget i gule mursten. Arkitekturen er inspireret af Alvar Alto over temaet "blomster på stilk". De 14 værelser omkring hvert køkken er alle 5-kantede, og blokkene fremstår derfor som cylinderformede. Arkitekturen er desuden speciel derved, at alle 14 værelser på hver etage er forskelligt udformede. Kollegiets faciliteter inkluderer bl.a. musikrum, sauna og motionsrum.
Arkitekterne var Harald Salling-Mortensen og Paul Niepoort, og landskabsarkitekt var Jørgen Arevad-Jacobsen. Der er arbejdet en del med akustikken også, som V. Lassen-Jordan var ansvarlig for.

## Lille Børglum
Lille Børglum består af 3 blokke af hver 3 etager. I stueetagen er der lejligheder, og på 1. og 2. er der hver 12 værelser. I modsætning til resten af kollegiet (kaldet Store Børglum) er værelserne på Lille Børglum firkantede.